# Боб Дадае
Боб Дадае (англ. Sir Robert Dadae, нар. 8 березня 1961) — генерал-губернатор Папуа Нової Гвінеї з 28 лютого 2017 року.
Лютеранин за віросповіданням. Обраний депутатом парламенту 2002 року від Об'єднаної партії, заступником голови якої був, 2004 року став заступником спікера парламенту. 2007 року після нових виборів увійшов до уряду Майкла Сомаре як міністр оборони. Після вимушеної відставки Сомаре за станом здоров'я 2011 року перейшов до лав партії нового глави уряду, Пітера О'Ніла, Народний національний конгрес, втративши міністерський портфель, але зберігши депутатський мандат і за підсумками виборів 2012 року, після раптової смерті генерал-губернатора сера Майкла Огіо був обраний на цю посаду і затверджений королевою Єлизаветою II, що у травні 2017 року надала Дадае великий хрест ордена святих Михайла і Георгія (традиційну нагороду для генерал-губернаторів в королівствах Співдружності націй), що надало йому дворянство й право на приставку «сер».